# Sean Gullette
Sean Leland Sebastian Gullette (urodzony 4 czerwca 1968 w Bostonie) – amerykański reżyser, scenarzysta, scenarzysta, aktor i producent filmowy. Wystąpił jako Maximillian Cohen w dreszczowcu psychologicznym Darrena Aronofsky’ego Pi (1998).

## Filmografia
- 1990 Ren Chi Ren jako Bóg
- 1991 Rent Boy jako Levin
- 1991 Supermarket Sweep jako socjopata
- 1998 Joe's Day
- 1998 Let's Meet Johhny jako Johnny
- 1998 Pi jako Maximillian Cohen
- 2000 Bed
- 2000 I Am the Super jako On
- 2000 Requiem dla snu jako Arnold
- 2000 Szczęśliwy traf jako Mark
- 2001 Artifacts jako Jack
- 2002 Crushed jako Arra
- 2002 Toskana Karussel jako David Bradley
- 2003 Breakfast jako Lecter
- 2003 Disconnected jako Papież
- 2003 The Day I Became a Man
- 2003 The Discipline of Do Easy jako Bill
- 2003 The Necessary jako Robert Whitman
- 2004 A Year and a Day jako Edwin
- 2004 The Golddigger's Rush jako Walker Vesson
- 2004 The Undeserved jako Wayne Hapgood
- 2005 Lalka Voodoo jako Papież
- 2005 Stolen Lives jako Brad McCallum
- 2005 The F-Word jako Anioł
- 2005 V.O. jako Sonny
- 2006 To Eternity jako mąż
- 2006 W stanie zagrożenia jako Martinez
- 2006 Still Life jako Everett
- 2007 Lilith jako Samuel Geishaupt
- 2007 Tula Station jako Froylan Gomez